# Behnsdorf

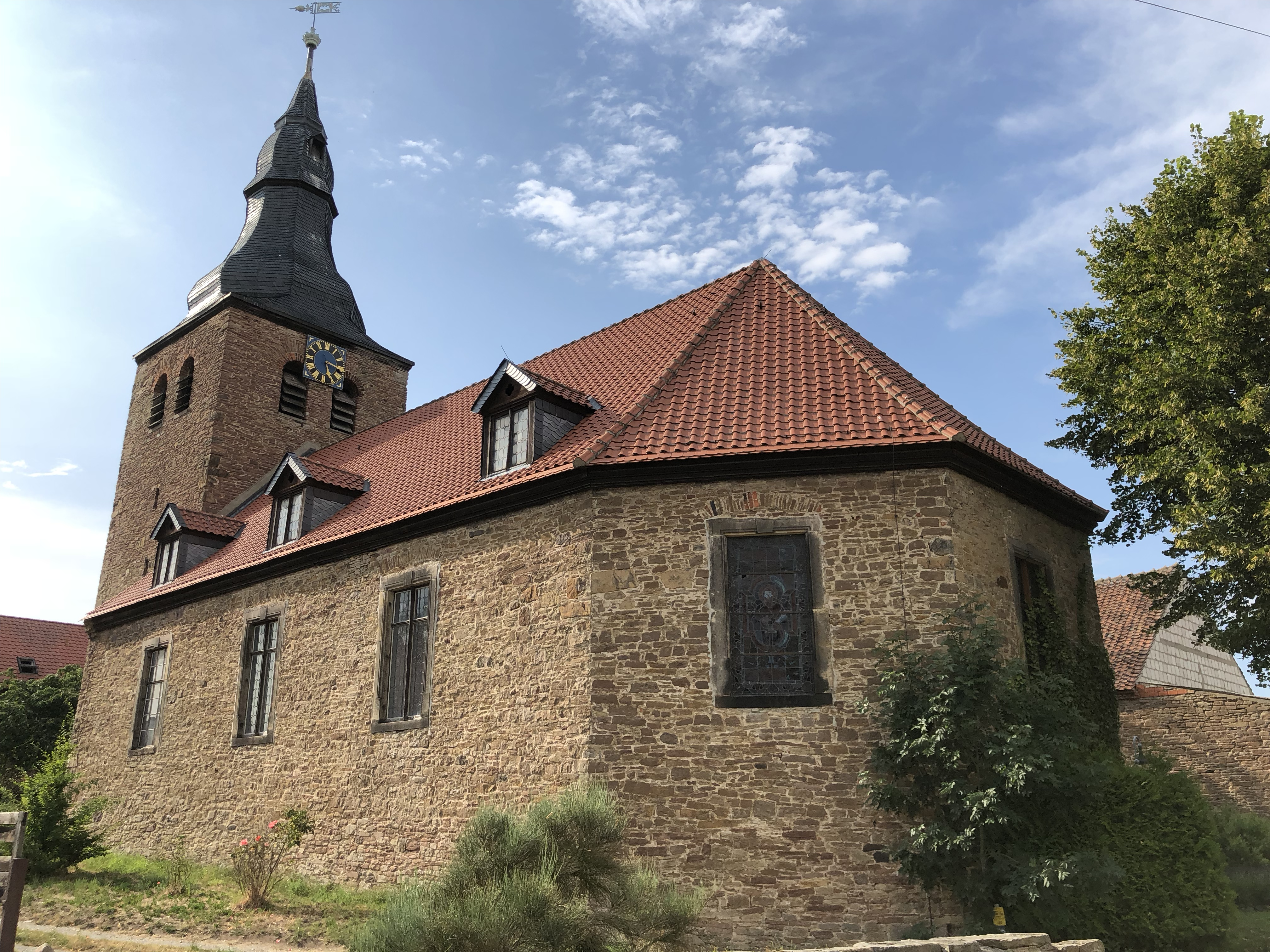
Kirche in Behnsdorf, 2019

Behnsdorf ist ein Ortsteil der Gemeinde Flechtingen im Landkreis Börde in Sachsen-Anhalt.

## Geografie
Behnsdorf liegt umgeben von landwirtschaftlichen Flächen in einer Talsenke des Flechtinger Höhenzuges. Während sich der Ortskern auf 130 Meter Seehöhe befindet, liegt in unmittelbarer Ortsnähe mit dem 154 Meter hohen Flechtinger Berg eine der höchsten Erhebungen des Flechtinger Höhenzuges. Im Süden von Behnsdorf entspringt der Allerzufluss Lohne, der den Ort nach Norden hin durchfließt. Durch den Ort verläuft die Landesstraße L 43, die ihn mit Flechtingen (sechs Kilometer ostwärts) und über den Nachbarort Siestedt mit Weferlingen (sieben Kilometer westlich) verbindet. Die Kreisstadt Haldensleben liegt 20 Kilometer entfernt. In unmittelbarer Nähe ostwärts erstreckt sich der Flechtinger Forst.

## Geschichte
Der jetzige Ortsteil Behnsdorf war bis Ende 2009 eine selbständige Gemeinde. Seit dem Ende des Dreißigjährigen Krieges lag sie auf dem von Brandenburg-Preußen beherrschten Gebiet. Im Zuge der preußischen Verwaltungsreform von 1815 wurde Behnsdorf in den Landkreis Gardelegen eingegliedert und hatte 1910 863 Einwohner. Bis 1939 änderte sich die Einwohnerzahl nur geringfügig auf 831. Im April 1945, am Ende des Zweiten Weltkrieges lag der Ort zunächst in dem von der US-Armee eroberten Gebiet, wurde jedoch zum 1. Juli 1945 an die Sowjetische Besatzungszone übergeben. Mit der DDR-Gebietsreform von 1952 kam Behnsdorf zum Kreis Haldensleben im Bezirk Magdeburg. Nach der deutschen Wiedervereinigung 1990 gehörte die Gemeinde zum Bundesland Sachsen-Anhalt und wurde 1994 in den neu gebildeten Ohrekreis, 2007 in den Landkreis Börde eingegliedert. Im Zuge der Gemeindegebietsreform von 2008 schloss sich Behnsdorf mit weiteren Gemeinden am 1. Januar 2010 zur neu gebildeten Gemeinde Flechtingen zusammen. Letzter Bürgermeister der Gemeinde Behnsdorf war Hans Christian Walther, der ehrenamtlich tätig war und zuletzt am 24. Februar 2008 mit 100 Prozent der abgegebenen Stimmen gewählt worden war.

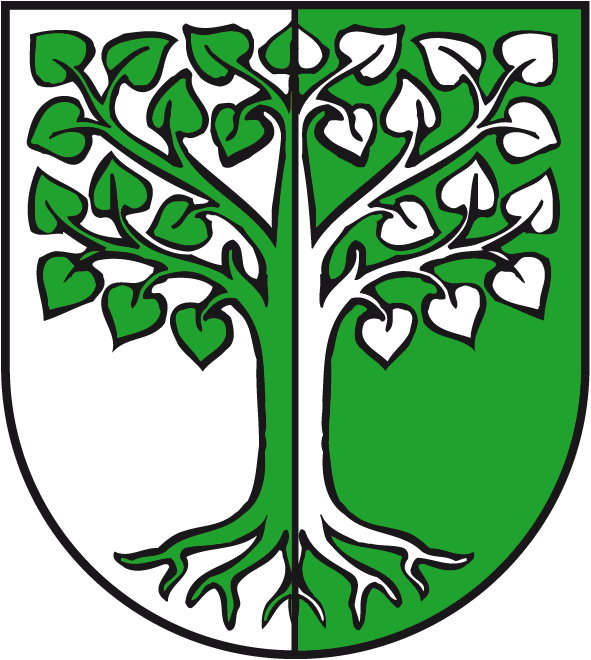
Wappen von Behnsdorf

## Politik

### Wappen
Blasonierung: „Gespalten von Silber und Grün mit einem bewurzelten Lindenbaum in verwechselten Farben.“ 
Die Flagge des Ortes mit dem aufgelegten Wappen ist grün-weiß gestreift.
Das Wappen wurde von dem Magdeburger Kommunalheraldiker Jörg Mantzsch gestaltet und am 7. März 1996 durch das Regierungspräsidium Magdeburg genehmigt. Laut Gebietsveränderungsvertrag vom 23. Juni 2009 § 1 Absatz 7 darf der Ortsteil sein bisheriges Wappen weiter verwenden.

## Kultur und Sehenswürdigkeiten
Im Ort ist der in der Vergangenheit für Versammlungen und die lokale Rechtsprechung genutzte Bauernstein Behnsdorf erhalten. Die Kirche St. Martini aus den Jahren 1743/44 ist gleichfalls denkmalgeschützt.
Auf dem Behnsdorfer Friedhof befinden sich die Gräber eines unbekannten sowjetischen Kriegsgefangenen, einer namentlich bekannten polnischen Zwangsarbeiterin und eines französischen Zwangsarbeiters sowie eines unbekannten US-amerikanischen Fliegers. Im Ort befindet sich auch das Kriegerdenkmal Behnsdorf.
Mit Behnsdorf ist wie auch mit anderen Orten der Region die Figur des „Fiesmeier“ verbunden. Er ist ein mit Birkenlaub, Blumen und Glocken geschmückter Mann, der am Pfingstmorgen mit Königskindern durch das Dorf tanzt. Die Königskinder sammelten in vergangenen Zeiten Lebensmittel wie Eier und Würste ein, mit denen am Nachmittag ein Fest für das ganze Dorf veranstaltet wurde. Später wurde anstelle der Lebensmittel Geld für ein Kinderfest gesammelt. Es gibt einen kleinen und einen großen Fiesmeier, für die Gestaltung des großen Fiesmeier sorgten die Großbauern für den kleinen Fiesmeier die Kleinbauern.

## Verkehr
Behnsdorf liegt an der ausschließlich im Güterverkehr befahrenen Bahnstrecke Haldensleben–Weferlingen.

## Persönlichkeiten
- Wilhelm Vatke (1806–1882), Theologe, geboren in Behnsdorf